# ریاض نوری (بازیکن فوتبال، زاده ۱۹۵۱)
ریاض نوری (انگلیسی: Riyadh Nouri؛ زادهٔ ۱ ژوئیهٔ ۱۹۵۱) بازیکن فوتبال اهل عراق بود.
از باشگاه‌هایی که در آن بازی کرده‌است می‌توان به باشگاه فوتبال الشرطه (عراق) اشاره کرد.
وی همچنین در تیم ملی فوتبال عراق بازی کرده‌است.